# Tepetenco
Tepetenco är en ort i Mexiko.   Den ligger i kommunen Milpa Alta och delstaten Distrito Federal, i den sydöstra delen av landet, 27 km söder om huvudstaden Mexico City. Tepetenco ligger 2 471 meter över havet och antalet invånare är 180.
Terrängen runt Tepetenco är lite bergig. Runt Tepetenco är det tätbefolkat, med 411 invånare per kvadratkilometer. Närmaste större samhälle är Iztapalapa, 17,3 km norr om Tepetenco. Trakten runt Tepetenco består till största delen av jordbruksmark.